# 杜桑·盧維杜爾

杜桑·盧維杜爾

弗朗索瓦-多米尼克·杜桑·盧維杜爾（法語：François-Dominique Toussaint L'Ouverture，1743年5月20日—1803年4月7日），簡稱杜桑·盧維杜爾（Toussaint L'Ouverture），海地革命领导者之一，海地國父。一生中，盧維杜爾先反對法國，然後為法國而戰，最後為使海地獨立再次反對法國。作为一位革命領袖，盧維杜爾在軍事与政治上的才華將新啟的奴隸叛亂轉變為一場革命運動。
盧維杜爾是出生於法屬聖多明戈的奴隸，後來成為自由民於雅各賓派，并在1791年作為一位聖多明戈奴隸起義軍的領袖，開始了軍事生涯。盧維杜爾最初於鄰國多明尼加的西班牙人結盟，當新的法國革命政府廢除奴隸制時，他轉而擁護法國。盧維杜爾逐漸掌握了對全島的控制，並利用他的政治和軍事影響力取得了优势地位。他在執政生涯中致力於提高聖多明戈的經濟和治安水平。出於對經濟的擔憂，他用有償勞動的政策重新開啟種植園經濟；与英國、美國談判達成貿易協約；並組織著一支规模庞大、訓練有素的軍隊。儘管盧維杜爾在1800年擊敗海地黑白混血兒的領袖后沒有与法國斷絕關系，然而他卻違背拿破崙的意願，于1801年頒佈一部自治憲法，成為憲法任命的總督。1802年，他应法国指揮官让-巴蒂斯特·布吕内的邀请参加谈判，但在抵达时被捕，使他被驱逐到法国，并囚禁在茹城堡，缺少食物和水，不久后于1803年4月去世。
即便卢维杜尔死在海地革命邁向最激烈的階段之前，但他的成就为海地军队的最后胜利奠定了基础。法國軍隊在海地军队的抵抗下大受挫傷，並因黃熱病損失數千名士兵，1803年11月他們投降并永久撤出了島上西部的法屬圣多明戈。而海地革命在卢维杜尔的副官让-雅克-德萨林的领导下继续进行，他于1804年1月1日宣布海地独立。从此海地成为主权国家。

## 生平
杜桑·盧維杜爾生於法屬聖多明哥種植園一個黑奴家庭。受過教育的奴隸之子。他粗通法語，讀過法國啟蒙主義哲學著作和歐洲古代軍事家著作，但平常用克里奧爾土語和非洲部族語言。他贏得種植園主的喜愛，成為牲畜管理人、獸醫和馬車夫，最後擔任管家。1777年成為合法的自由民。
1791年8月北部省突然發生奴隸暴動，他猶豫了一些時候，後來帶領1000餘名奴隸加入起義隊伍，展開游擊活動。1794年他与法軍聯合将西班牙殖民軍逐出海地北部，宣布廢除奴隸制度，1798年海地西部的法國殖民軍也被他逐出，迫使法軍投降。1801年統一整個海地島，建立革命政權，頒布海地第一部憲法，他被推舉為終身總統。
1802年拿破仑派出由妹夫夏爾·維克圖瓦·埃馬紐埃爾·勒克萊爾率领的遠征軍入侵海地，雙方激戰，圖桑尋求和解。6月7日圖桑在戈納伊夫与法軍會談時被让-巴蒂斯特·布吕内誘捕，7月2日被解往法國，8月25日關押在阿爾卑斯山區杜省的茹城堡。1803年4月7日病死獄中。在他死後，讓-雅克·德薩林繼續領導革命直至成功。